# Songs That We All Recognize
Songs That We All Recognize är ett musikalbum från 2005 av jazzsångerskan Carin Lundin.

## Låtlista
1. Ain't That Love (Ray Charles) – 4:03
2. Little Girl Blue (Richard Rodgers/Lorenz Hart) – 6:06
3. Pick Yourself Up (Jerome Kern/Dorothy Fields) – 3:18
4. Secret Love (Sammy Fain/Paul Francis Webster) – 4:03
5. Take Your Time Blues (Carin Lundin) – 4:26
6. Love Me or Leave Me (Walter Donaldson/Gus Kahn) – 3:49
7. I'll Be Around (Alec Wilder) – 5:17
8. Them There Eyes (Doris Tauber/William Tracey/Maceo Pinkard) – 3:38
9. Available (Carin Lundin) – 3:53
10. You Look Like Someone (Charles de Forest) – 5:11
11. The Party's Over (Jule Styne/Betty Comden/Adolph Green) – 3:52

## Medverkande
- Carin Lundin – sång
- Jan Lundgren – piano
- Mattias Welin – bas
- Daniel Fredriksson – trummor